# Институт математики с вычислительным центром УФИЦ РАН
Институт математики с вычислительным центром Уфимского федерального исследовательского центра Российской академии наук — федеральное государственное бюджетное учреждение науки, расположенное в г. Уфе.
Институт входит в состав Уфимского федерального исследовательского центра РАН, имеет аспирантуру, издает научный журнал, проводит международные семинары.

## История
В 1971 году в Башкирском филиале АН СССР был создан отдел физики и математики.
Для организации научных исследований в области математических наук в отдел из МЭИ (г. Москва) был приглашен математик, член-корреспондент АН СССР Леонтьев, Алексей Фёдорович, приехавший в Уфу в 1971 году с группой его учеников — В. В. Напалковым, В. П. Громовым, Ю. Н. Фроловым.
В 1971—1972 гг. в Уфу из Новосибирского Академгородка переехали ученые Рамазанов М. Д. и Шабат А. Б., и в середине 80-х годов процесс становления научных направлений и структурных преобразований математических подразделений ОФМ завершился. В Уфе сформировался один из математических центров СССР с диссертационным советом.
В 1987 году Башкирский филиал АН СССР был переименован в Башкирский научный центр и вошёл в состав образованного Уральского отделения АН СССР. На основании постановлений Правительства СССР и Президиума АН СССР в феврале 1988 года было принято постановление Президиума Уральского отделения об образовании Института математики с вычислительным центром.
Институт математики с вычислительным центром был образован в 1988 году на базе математических подразделений Отдела физики и математики БФАН СССР.
Директором Института стал член-корреспондент РАН, академик АН РБ Напалков Валентин Васильевич.
Первоначально институт располагался в здании по ул. Тукаева д. 50. В 1990 году по инициативе Б. Н. Ельцина,
посетившего Башкортостан в 1990 году, здание передали Духовному управлению мусульман
Европейской части СССР и Сибири (ДУМЕС). Институту передали здание Кировского райкома КПСС.
Руководство Кировского райкома КПСС не признавало этого решения и противилось передачи здания институту. Поэтому несколько месяцев институт располагался в коридорах здания райкома. В октябре 1990 года здание было полностью передано институту.
С 1971 по 2010 год в институте было подготовлено 29 докторов и более 70 кандидатов наук, большинство из которых работают в ВУЗах РБ.

## Основные направления исследований
- теория функций комплексных переменных;
- асимптотические методы теории дифференциальных уравнений;
- интегрируемые нелинейные уравнения математической физики;
- методы и алгоритмы вычислительной математики.

## Подразделения
- Отдел теории функций (заведующий, чл.-корр. РАН Напалков В. В.).
- Отдел комплексного анализа (заведующий, д.ф.-м.н. Кривошеев А. С.).
- Отдел дифференциальных уравнений (заведующий, д.ф.-м.н. Калякин Л. А.).
- Отдел математической физики (заведующий, д.ф.-м.н. Новокшенов В. Ю.).
- Отдел вычислительной математики (заведующий, д.ф.-м.н. Ильясов Я. Ш.).

## Труды
К достижениям коллектива ученых института относятся: исследования нелинейных дифференциальных уравнений, исследования структуры ударной волны; обоснование асимптотических переходов от сложных систем к интегрируемым дифференциальным уравнениям таким, как уравнение Кортевега-де-Фриза, нелинейное уравнение Шредингера; критерии интегрируемости нелинейных дифференциальных и дифференциально-разностных уравнений, доведённые до уровня алгоритмов и реализованные средствами компьютерной алгебры и др.
Сотрудниками института подготовлены учебники для ВУЗов по теории солитонов и уравнениям математической физики.

## Известные учёные
- Напалков, Валентин Васильевич (1941—2021)— математик, профессор, член-корреспондент Российской Академии Наук
- Леонтьев, Алексей Фёдорович (1917—1987) — математик, профессор, член-корреспондент АН СССР.
- Ильин, Арлен Михайлович (1932—2013) — академик РАН.